# Richard de Bury (évêque)
Pour les articles homonymes, voir Richard de Bury et Bury.
Richard d'Aungervile, dit Richard de Bury, né le 24 ou 25 janvier 1287 à Bury St Edmunds et mort le 14 avril 1345, était évêque de Durham en Angleterre de 1333 à 1345, diplomate et bibliophile.
Dans les deux dernières années de sa vie, il écrivit en latin le Philobiblon (en), connu comme le seul traité de bibliophilie datant du Moyen-Âge,.